# Reuben Thompson
Reuben Thompson (* 15. Februar 2001 in Queenstown) ist ein neuseeländischer Radrennfahrer.

## Sportlicher Werdegang
Vom Triathlon kommend widmete sich Thompson ab der Saison 2019 dem Radsport. Nach dem Wechsel in die U23 wurde er 2021 Mitglied in der Equipe continentale Groupama-FDJ. Noch in derselben Saison gewann er beim Giro della Valle d’Aosta alle Wertungstrikots. Ein Jahr später erzielte er bei derselben Rundfahrt einen Etappenerfolg und musste in der Gesamtwertung nur seinem Teammitglied Lenny Martinez den Vortritt lassen.
Im August 2022 wurde bekannt gegeben, dass Thompson zur Saison 2023 zusammen mit sechs weiteren Fahrern vom Nachwuchsteam in das UCI WorldTeam von Groupama-FDJ übernommen wird. Sein wertvollstes Ergebnis für sein Team war ein zweiter Etappenrang auf der vierten Etappe der Baskenland-Rundfahrt 2024.
Nach insgesamt vier Jahren bei Groupama-FDJ wechselte Thompson zur Saison 2025 zum Team Lotto.

## Erfolge
2021
- Gesamtwertung, Punktewertung und Bergwertung Giro della Valle d’Aosta
- Mannschaftszeitfahren New Zealand Cycle Classic

2022
- Nachwuchswertung Circuit des Ardennes
- eine Etappe Giro della Valle d’Aosta

## Grand-Tour-Platzierungen
| Grand Tour            | 2024 |
| --------------------- | ---- |
| Giro d’ItaliaGiro     | –    |
| Tour de FranceTour    | –    |
| Vuelta a EspañaVuelta | 94   |